# Михельсберг

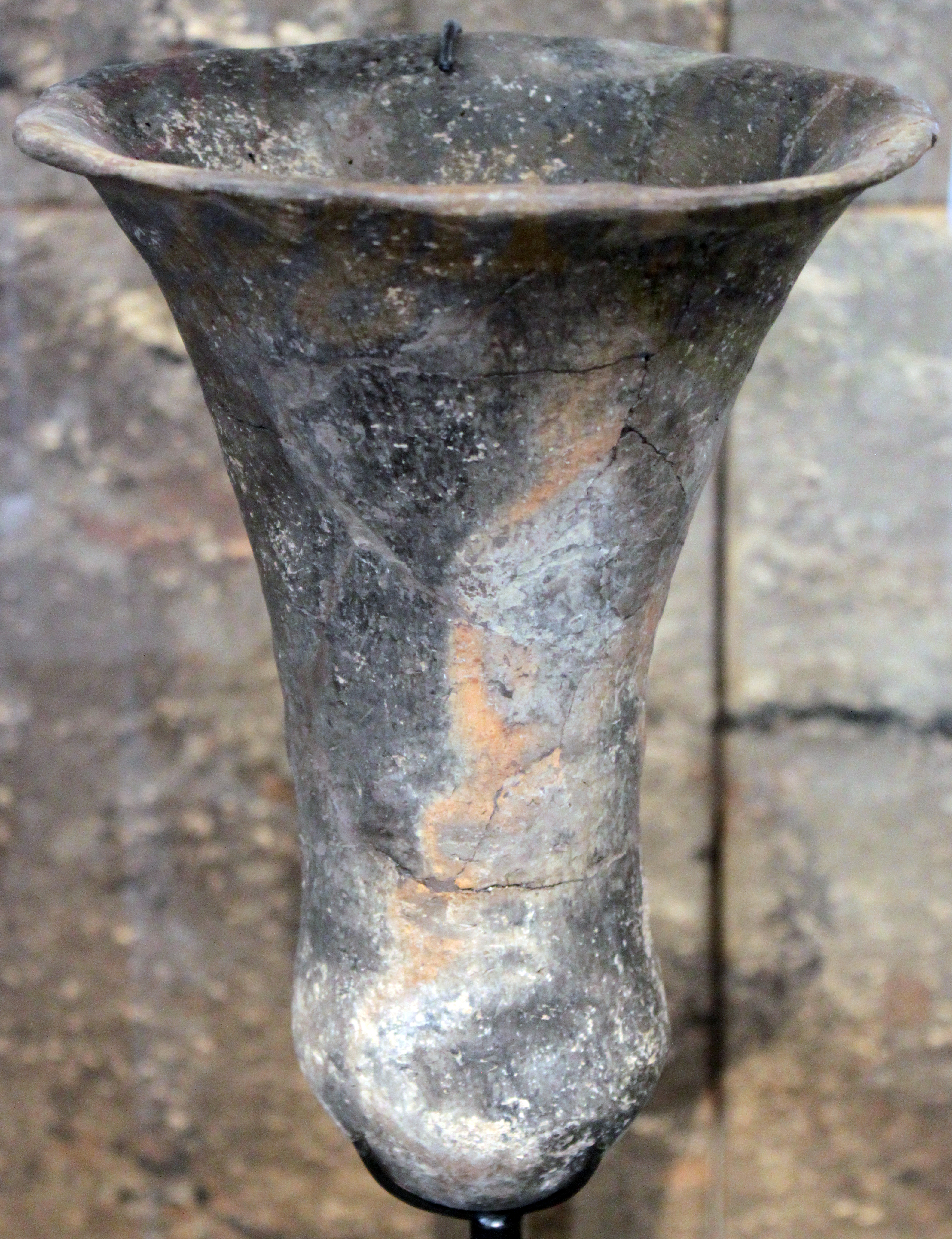
Тюльпанообразный кубок из Михельсберга

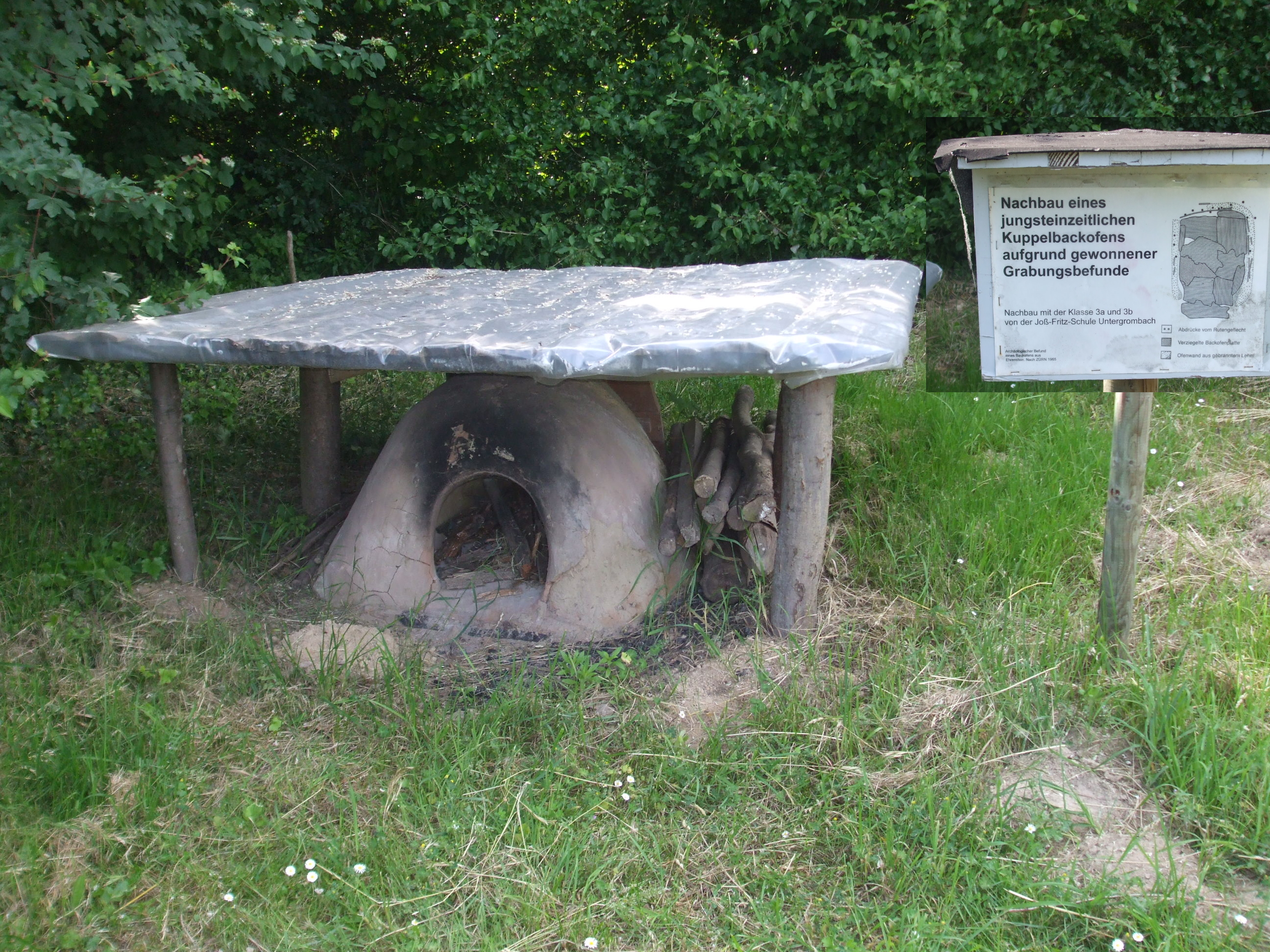
Копия купольной печи (неолит) на Михайловской горе (Унтергромбах)

Михельсбе́рг, нем. Michelsberger Kultur (MK) — важная археологическая культура центральной Европы эпохи неолита. Датируется периодом около 4400-3500 гг. до н. э. Название происходит от археологического памятника у холма Михельсберг около Унтергромбаха, между Карлсруэ и Гейдельбергом (земля Баден-Вюртемберг).

## Открытие и история исследований
Первые доисторические находки были сделаны Карлом Августом фон Кохаузеном в 1884 году. Первые раскопки были проведены Ассоциацией древностей Карлсруэ с 1888 года, дальнейшие раскопки были проведены Карлом Шумахером в 1897/98 году. На возвышенности на участке протяженностью 400 × 250 м при прокладке дорожек были обнаружены остатки крепостной стены, относящиеся к поселению эпохи неолита. В результате расчистки территории в период с 1950 по 1962 год были проведены дальнейшие раскопки. Сооружение представляет собой земляной вал, в целом типичный для михельсбергской культуры. Внутри сооружения на Михельсберге было обнаружено более 100 ям для поселения. Застройка состояла из деревянных построек с глиняной штукатуркой. К востоку от объекта, похоже, сохранились участки тропы.

## Датировка и распространение
Культура датируется периодом конца 5 — начала 4 тысячелетия до н. э. Таким образом, она относится к позднему неолиту Центральной Европы. Была распространена на большей части запада Центральной Европы вдоль обоих берегов Рейна. Детальную хронологию, основанную на анализе керамики, предложил в 1960-е годы немецкий археолог Йенс Люнинг.
Согласно ранним гипотезам, культура представляла собой местную разновидность культуры воронковидных кубков, ассимилировавшую некоторые достижения прежней Рёссенской культуры.
У. Зайдель и К. Жёнесс, опираясь на хронологию распространения культурных артефактов михельсбергской культуры, восстановили следующую картину: культура зародилась в центрально-западной Франции, затем мигрировала в сторону па-де-Кале и будущих стран Бенилюкса (этап Бишхайм, или ранний Михельсберг) и на поздних стадиях переместилась на крайний северо-запад Германии (средний и поздний Михельсберг), где непроходимым барьером для её дальнейшего распространения стала культура воронковидных кубков. Культура была в основном сухопутной — единственные приморские земли, которые ей удалось занять, прилегали к па-де-Кале, но были утрачены на поздних стадиях.

## Поселения
Крупномасштабные раскопки поселений МК до сих пор (по состоянию на начало XXI века) не проводились. В некоторых поселениях обнаружены следы сооружения земляных валов-ограждений.
Эпонимное поселение в Михельсберге сохранилось исключительно хорошо. Оно было ограждено криволинейным валом, внутри поселений обнаружены многочисленные ямы, которые могли использоваться как фундаменты домов. Сооружения были деревянными, покрытыми обмазкой. В восточной части Михельсберга обнаружены следы дороги.
При раскопках поселения в нём не было обнаружено следов разрушения или насильственной смерти. В некоторых ямах обнаружены остатки запасов еды. Таким образом, по-видимому, поселение было покинуто из-за климатических или экологических условий. Предполагается, что причиной стало высыхание рукавов Рейна, которые обычно протекали у холма, в результате засухи, в связи с чем ведение сельского хозяйства стало невозможным.
Следует отметить, что в Центральной Европе того времени планировка поселений менялась за короткое время, и поселения могли быть заброшены по целому ряду различных причин. К примеру, археологический памятник в Брухзале содержит останки земляных сооружений различных этапов развития данной культуры.

## Металлы
Хотя в раскопках культуры Михельсберг (например, в Хайльбронне) случайно встречаются отдельные изделия из меди, данная культура не владела её обработкой.

## Керамика
Михельсбергская керамика обычно выглядит как тюльпанообразные сосуды без украшений. Такая посуда была намного более примитивной по сравнению как с предшествовавшими традициями, так и с соседями данной культуры.

## Экономика
Находки ячменя и полбы-двузернянки показывают, что культура Михельсберг была сельскохозяйственной. О наличии животноводства говорят кости домашнего крупного рогатого скота, свиней, овец и коз, а также домашних собак. Кости оленей и лис говорят о том, что культура Михельсберг занималась также охотой.

## Погребальная практика
Могилы культуры Михельсберг встречаются редко. У пос. Ауэ найдено 8 могил, которые интересны тем, что в них отсутствуют люди зрелого возраста — только дети и старики.
Необычное захоронение найдено во Франции — здесь в могиле шахтового типа обнаружено скорченное тело взрослой женщины, у ног которой лежал камень, а тело было уложено на основу из осколков керамики и костей. Её смерть наступила от удара тупым предметом по черепу.

## Палеогенетика
У образца Es97-1 (4230—3879 лет до н. э.) обнаружена митохондриальная гаплогруппа K1a-195 и Y-хромосомная гаплогруппа I2a1-L161, у образца BLP10 (4224—3980 лет до н. э.) обнаружена митохондриальная гаплогруппа H1 и Y-хромосомная гаплогруппа I2a2-M223>Y3259>Y6098.